# Erneuerbare Energien in Österreich

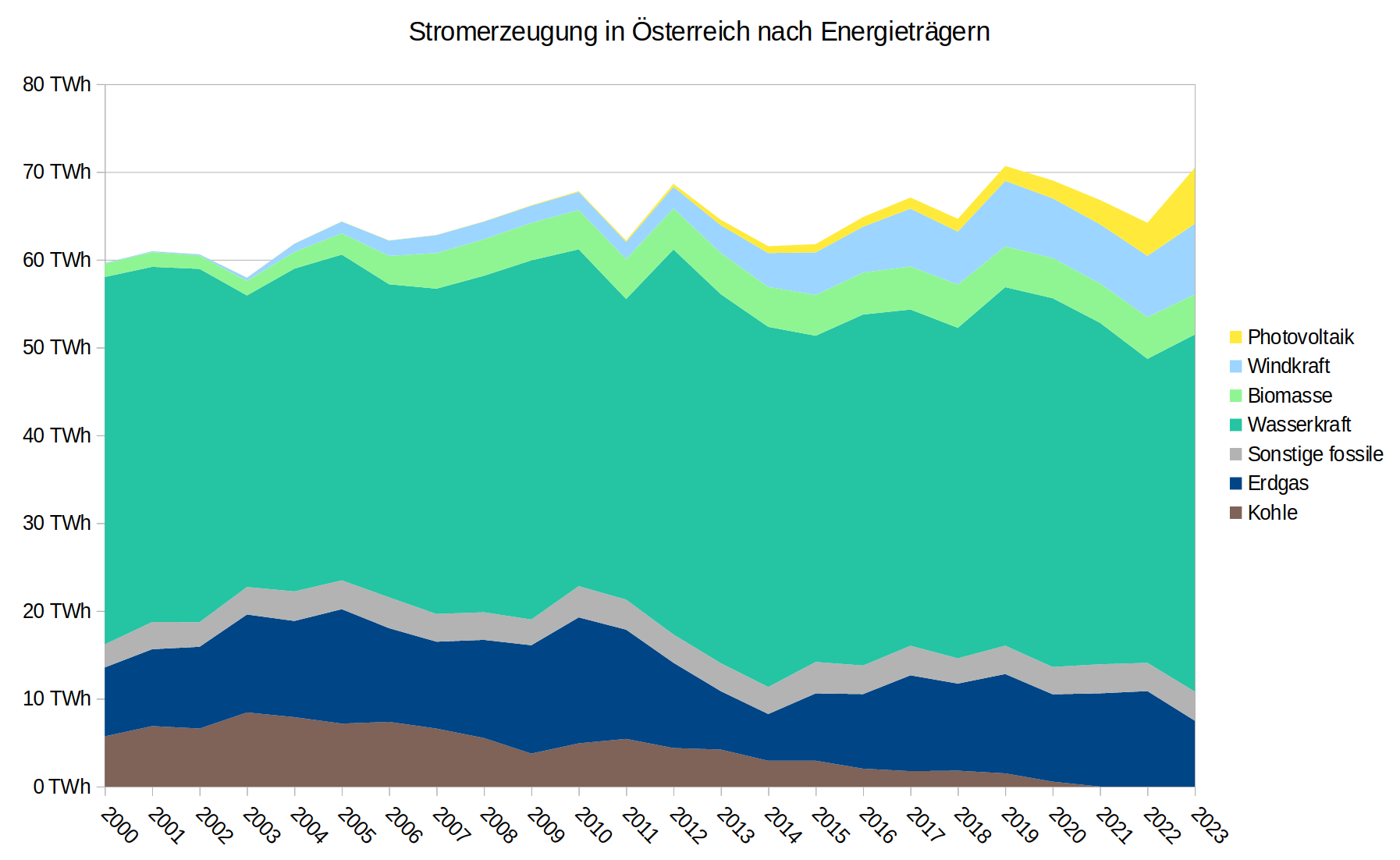
Entwicklung der Stromproduktion nach Energieträger

Zu den erneuerbaren Energien in Österreich zählen Bioenergie (Biomassepotenzial), Geothermie, Wasserkraft, Meeresenergie, Sonnenenergie und Windenergie. Diese Quellen sind praktisch unerschöpflich oder erneuern sich verhältnismäßig schnell. Damit grenzen sie sich von fossilen Energiequellen ab. In Österreich ist die Wasserkraft die wichtigste erneuerbare Stromquelle.

## Anteil erneuerbarer Energien am Gesamtenergieverbrauch
|                                               | 2005 | 2006 | 2007 | 2008 | 2009 | 2010 | 2011 | 2012 | 2013 | 2014 | 2015 | 2016 | 2017 | 2018 | 2019 | 2020 | 2021 | 2022 |
| Prozentualer Anteil am Gesamtenergieverbrauch | 24,4 | 26,3 | 28,1 | 28,8 | 31,0 | 31,2 | 31,6 | 32,7 | 32,7 | 33,6 | 33,5 | 33,4 | 33,1 | 33,8 | 33,8 | 36,5 | 34,6 | 33,8 |

Nach anfänglicher Stagnation zu Beginn der Jahrtausendwende erhöhte sich der Anteil der erneuerbaren Energien am österreichischen Bruttoinlandsverbrauch von 2005 bis 2010 von 20 auf 30,8 %. Die EU-Vorgabe liegt bei 34 % für das Jahr 2020. Laut einer im Jänner 2011 von Umweltminister Berlakovich vorgestellten Studie könnte Österreich bei geeigneten Rahmenbedingungen bis 2050 energieautark werden und die gesamte erforderliche Energie in Österreich aus Wasser, Sonne, Wind und Biomasse erzeugen. Die politischen Rahmenbedingungen müssten allerdings gemäß der Studie bereits heute geschaffen werden.

## Anteil erneuerbarer Energien an der Stromerzeugung

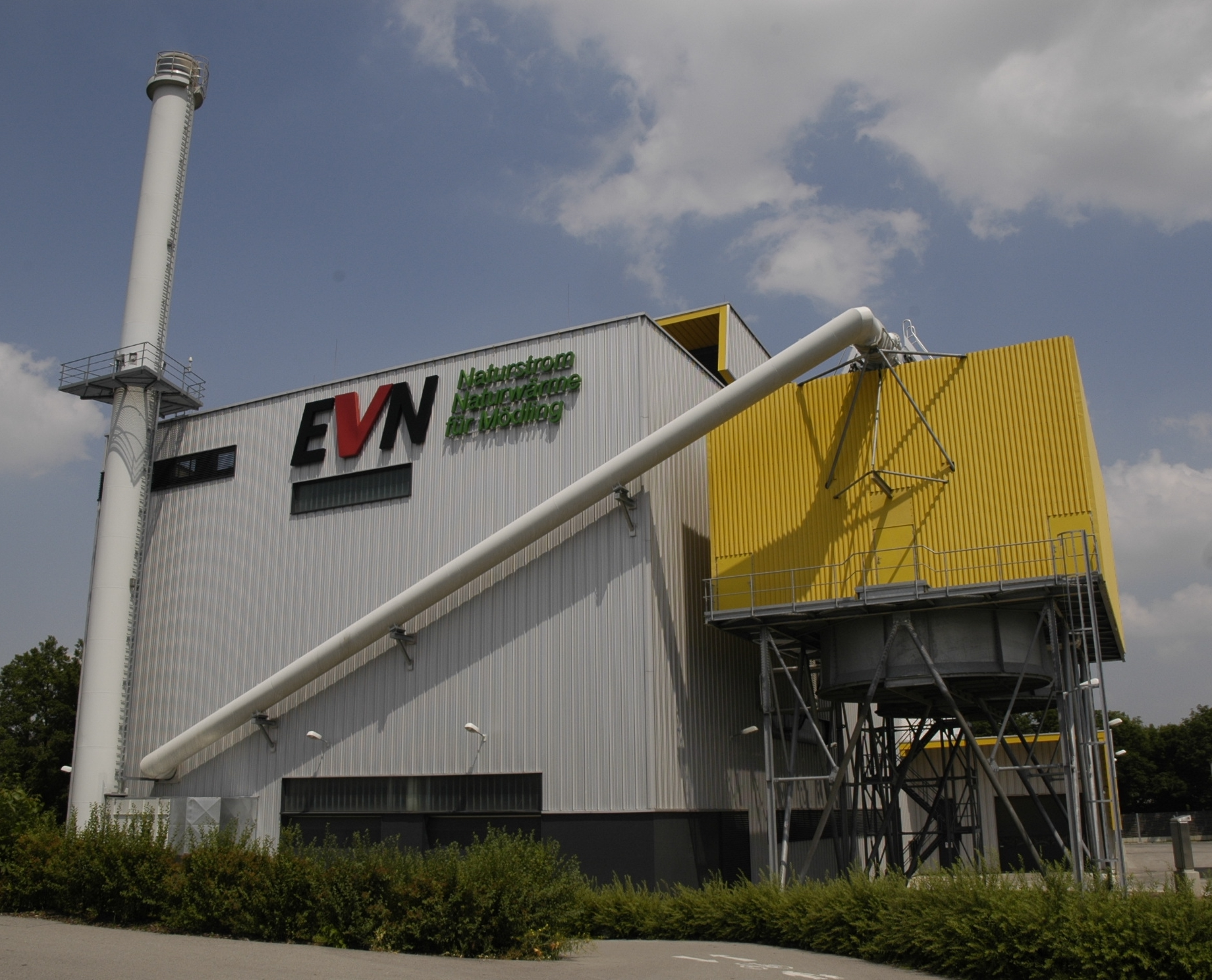
Beispiel für dezentrale Strom- und Wärmeversorgung: Das Biomasseheizkraftwerk Mödling in Niederösterreich

Die von der EU in der Richtlinie 2001/77/EG für Österreich vorgeschriebenen Ziele für den Anteil an erneuerbaren Energien am (Brutto-)Stromverbrauch von 78,1 % für 2010 wurden somit deutlich verfehlt. Österreich drohte daher ein Vertragsverletzungsverfahren, welches am 20. November 2013 eingereicht wurde.
Aufgrund des stetig steigenden Energieverbrauchs und der begrenzten Kapazitäten (die großen Flüsse sind bereits mit Kraftwerken überzogen) nimmt die nach wie vor überragende Bedeutung der Wasserkraft tendenziell ab, während jene der Biomasse und Windenergie steigt. In einigen Beispielprojekten ist es gelungen, den an einem Ort benötigten Energieverbrauch dezentral mit erneuerbaren Energien zu decken. So gewinnt etwa die österreichische Gemeinde Güssing seit 2005 bereits bedeutend mehr Wärme und Strom aus nachwachsenden Rohstoffen als sie selbst benötigt.
| Jahr | Gesamt- erzeugung | Summe EE | Summe EE | Wasserkraft | Wasserkraft | Windenergie | Windenergie | Photovoltaik | Photovoltaik | Biomasse und -gas | Biomasse und -gas | Geothermie | Geothermie |
| ---- | ----------------- | -------- | -------- | ----------- | ----------- | ----------- | ----------- | ------------ | ------------ | ----------------- | ----------------- | ---------- | ---------- |
| 2024 | 81.904            | 69.435   | 84,8 %   | 49.356      | 60,3 %      | 9.257       | 11,3 %      | 7.645        | 9,3 %        | 3.177             | 3,9 %             | 0          | 0,0 %      |
| 2023 | 73.283            | 60.912   | 83,1 %   | 44.514      | 60,7 %      | 8.036       | 11,0 %      | 5.188        | 7,1 %        | 3.175             | 4,3 %             | 0          | 0,0 %      |
| 2022 | 68.588            | 52.751   | 76,9 %   | 38.944      | 56,8 %      | 7.255       | 10,6 %      | 3.329        | 4,9 %        | 3.223             | 4,7 %             | 0          | 0,0 %      |
| 2021 | 70.275            | 54.628   | 77,7 %   | 42.467      | 60,4 %      | 6.738       | 9,6 %       | 2.398        | 3,4 %        | 3.025             | 4,3 %             | 0          | 0,0 %      |
| 2020 | 72.414            | 57.213   | 79,0 %   | 45.386      | 62,7 %      | 6.792       | 9,4 %       | 1.869        | 2,6 %        | 3.166             | 4,4 %             | 0          | 0,0 %      |
| 2019 | 74.191            | 56.276   | 75,9 %   | 44.206      | 59,6 %      | 7.457       | 10,1 %      | 1.553        | 2,1 %        | 3.060             | 4,1 %             | 0          | 0,0 %      |
| 2018 | 68.598            | 51.861   | 75,6 %   | 41.184      | 60,0 %      | 6.029       | 8,8 %       | 1.440        | 2,1 %        | 3.209             | 4,7 %             | 0          | 0,0 %      |
| 2017 | 71.233            | 53.101   | 74,5 %   | 42.088      | 59,1 %      | 6.569       | 9,2 %       | 1.290        | 1,8 %        | 3.154             | 4,4 %             | 0          | 0,0 %      |
| 2016 | 68.339            | 52.414   | 76,7 %   | 42.916      | 62,8 %      | 5.231       | 7,7 %       | 1.089        | 1,6 %        | 3.178             | 4,7 %             | 0          | 0,0 %      |
| 2015 | 65.114            | 49.376   | 75,8 %   | 40.465      | 62,1 %      | 4.836       | 7,4 %       | 938          | 1,4 %        | 3.138             | 4,8 %             | 0          | 0,0 %      |
| 2014 | 65.301            | 52.257   | 80,0 %   | 44.730      | 68,5 %      | 3.845       | 5,9 %       | 647          | 1,0 %        | 3.035             | 4,6 %             | 0          | 0,0 %      |
| 2013 | 68.106            | 52.427   | 77,0 %   | 45.671      | 67,1 %      | 3.151       | 4,6 %       | 375          | 0,6 %        | 3.230             | 4,7 %             | 0          | 0,0 %      |
| 2012 | 72.424            | 53.491   | 73,9 %   | 47.618      | 65,7 %      | 2.461       | 3,4 %       | 158          | 0,2 %        | 3.254             | 4,5 %             | 1          | 0,0 %      |
| 2011 | 65.865            | 42.935   | 65,2 %   | 37.745      | 57,3 %      | 1.934       | 2,9 %       | 60           | 0,1 %        | 3.195             | 4,9 %             | 1          | 0,0 %      |
| 2010 | 71.076            | 46.913   | 66,0 %   | 41.575      | 58,5 %      | 2.063       | 2,9 %       | 37           | 0,1 %        | 3.236             | 4,6 %             | 1          | 0,0 %      |
| 2009 | 69.067            | 48.785   | 70,6 %   | 43.650      | 63,2 %      | 1.954       | 2,8 %       | 28           | 0,0 %        | 3.152             | 4,6 %             | 2          | 0,0 %      |
| 2008 | 66.931            | 45.879   | 68,5 %   | 40.716      | 60,8 %      | 2.011       | 3,0 %       | 22           | 0,0 %        | 3.129             | 4,7 %             | 2          | 0,0 %      |
| 2007 | 64.856            | 44.165   | 68,1 %   | 39.203      | 60,4 %      | 2.036       | 3,1 %       | 19           | 0,0 %        | 2.905             | 4,5 %             | 2          | 0,0 %      |
| 2006 | 64.368            | 42.216   | 65,6 %   | 38.039      | 59,1 %      | 1.752       | 2,7 %       | 17           | 0,0 %        | 2.405             | 3,7 %             | 3          | 0,0 %      |
| 2005 | 66.739            | 42.388   | 63,5 %   | 39.574      | 59,3 %      | 1.331       | 2,0 %       | 17           | 0,0 %        | 1.463             | 2,2 %             | 2          | 0,0 %      |
| 2004 | 64.860            | 41.861   | 64,5 %   | 39.909      | 61,5 %      | 924         | 1,4 %       | 16           | 0,0 %        | 1.010             | 1,6 %             | 2          | 0,0 %      |
| 2003 | 60.622            | 36.614   | 60,4 %   | 35.635      | 58,8 %      | 366         | 0,6 %       | 15           | 0,0 %        | 595               | 1,0 %             | 3          | 0,0 %      |
| 2002 | 62.453            | 42.863   | 68,6 %   | 42.266      | 67,7 %      | 203         | 0,3 %       | 4            | 0,0 %        | 388               | 0,6 %             | 3          | 0,0 %      |
| 2001 | 62.255            | 42.276   | 67,9 %   | 41.731      | 67,0 %      | 106         | 0,2 %       | 2            | 0,0 %        | 437               | 0,7 %             |            |            |
| 2000 | 61.800            | 43.961   | 71,1 %   | 43.461      | 70,3 %      | 67          | 0,1 %       | 2            | 0,0 %        | 431               | 0,7 %             |            |            |

## Akzeptanz
In Österreich ist die Zustimmung zum Ausbau von erneuerbaren Energien hoch. Bei einer im Oktober 2011 veröffentlichten Umfrage von Karmasin Marktforschung im Auftrag der IG Windkraft sprachen sich 77 % der Österreicher für einen Ausbau der Windenergie aus, womit ähnlich lautende Werte aus den Vorjahren bestätigt wurden. In Niederösterreich, wo Stand 2011 etwa die Hälfte aller österreichischen Windkraftanlagen stehen, sehen 13 % der Befragten positive Auswirkungen durch die bestehenden Anlagen auf ihre persönliche Lebensqualität, 3 % negative Auswirkungen. 28 % erwarten durch einen weiteren Ausbau eine verbesserte Lebensqualität, 62 % keine Auswirkungen darauf, 6 % negative Auswirkungen. Kernkraftwerke wurden von 96 % der Befragten abgelehnt, fossile Kraftwerke von 45 %. Sieben von zehn Österreichern sprachen sich zudem für eine höhere Förderung der erneuerbaren Energien aus.

### Bücher
- Martin Kaltschmitt, Wolfgang Streicher, Andreas Wiese (Hrsg.): Erneuerbare Energien. Systemtechnik, Wirtschaftlichkeit, Umweltaspekte. Springer Vieweg, Berlin / Heidelberg 2013, ISBN 978-3-642-03248-6.
- Martin Kaltschmitt, Wolfgang Streicher (Hrsg.): Regenerative Energien in Österreich. Grundlagen, Systemtechnik, Umweltaspekte, Kostenanalysen, Potentiale, Nutzung. Wiesbaden 2009, ISBN 978-3-8348-0839-4.
- Volker Quaschning: Erneuerbare Energien und Klimaschutz. 4. Auflage. Hanser, München 2018, ISBN 978-3-446-45703-4.
- Volker Quaschning: Regenerative Energiesysteme. 9. Auflage. Hanser, München 2015, ISBN 978-3-446-44267-2.
- Thomas Schabbach, Viktor Wesselak: Energie. Die Zukunft wird erneuerbar. Springer Vieweg, Berlin / Heidelberg 2012, ISBN 978-3-642-24346-2.
- Hermann Scheer: Der energethische Imperativ. Wie der vollständige Wechsel zu erneuerbaren Energien zu realisieren ist. Kunstmann, München 2010, ISBN 978-3-88897-683-4.
- Viktor Wesselak, Thomas Schabbach, Thomas Link, Joachim Fischer: Handbuch Regenerative Energietechnik. 3., aktualisierte und erweiterte Auflage, Berlin/Heidelberg 2017, ISBN 978-3-662-53072-6.

### Aufsätze und Studien
- Energy Revolution: A sustainable world energy outlook. (PDF; 11,8 MB) Deutsches Zentrum für Luft- und Raumfahrt (DLR) 2012, Kurzfassung in Deutsch (PDF; 3,9 MB)
- Fraunhofer-Institut für Solare Energiesysteme ISE: Stromgestehungskosten Erneuerbarer Energien (PDF; 8,3 MB) Stand November 2013.
- Impacts of Green New Deal Energy Plans on Grid Stability, Costs, Jobs, Health, and Climate in 143 Countries Jacobson et al., Cell Press, One Earth, Dezember 2019
- IRENA: Reports and Papers on the Global Status of Renewable Energies und Jahresbericht 2014–2015: At Glance (PDF)
- Studie: Die neue Stromwelt. Szenario eines 100 % erneuerbaren Stromversorgungssystems (2015)